# Superintendencia de Bancos del Ecuador
La Superintendencia de Bancos del Ecuador, o SB, es el organismo que se encarga de supervisar y controlar a las entidades del sistema financiero y al sistema nacional de seguridad social, con el objetivo de proteger al usuario financiero.
La Superintendencia de Bancos del Ecuador es parte de la membresía de la Conferencia Interamericana de Seguridad Social, organismo internacional técnico y especializado, que tiene el objetivo de fomentar el desarrollo de la protección y seguridad social en América.

## Misión
“Ser una entidad técnica y autónoma que supervisa y controla las entidades de los sectores público y privado del sistema financiero, y del sistema nacional de seguridad social, para preservar su seguridad, estabilidad, solidez y transparencia; y así proteger los ahorros del público, pensionistas, afiliados y contribuyentes y; el interés general de los ciudadanos que acceden y usan productos y servicios financieros, así como, prestaciones de calidad”.

## Visión
“Ser un organismo autónomo e independiente de control que ejerza su mandato constitucional y legal de manera eficaz y eficiente que ejecute la supervisión basada en riesgos de carácter preventiva, integral y prospectiva, acorde con las mejores prácticas internacionales, apoyada en el juicio experto de su talento humano para preservar la estabilidad financiera y fomentar un sistema inclusivo, protegiendo a depositantes, pensionistas, afiliados y contribuyentes”.

## Valores Institucionales
- Integridad
- Independencia
- Eficiencia
- Eficacia
- Objetividad
- Confidencialidad
- Transparencia
- Responsabilidad

## Historia
La necesidad de la creación de una entidad organizadora para los bancos ecuatorianos se dio al momento de la creación de la república. En 1869 se promulgó la Ley de Bancos Hipotecarios, la cual se estuvo en vigencia durante más de cincuenta años.
En 1899, se elaboró una Ley de Bancos que disponía lo concerniente a los bancos de emisión, que operaban en la fabricación de moneda y en el manejo de los negocios bancarios del Ecuador. Llegaron a ser 6 las entidades bancarias que emitían dinero.
La Superintendencia de Bancos del Ecuador fue fundada el 6 de septiembre de 1927 en el marco de las reformas al sistema financiero y monetario del país, llevadas a cabo por recomendación de la Misión Kemmerer. Su creación tuvo como antecedente la instauración del Comisario Fiscal de Bancos en 1914 durante la administración del presidente Leónidas Plaza Gutiérrez.
El nacimiento de la Superintendencia de Bancos ocurrió en el marco de la crisis económica y financiera que estalló en el país entre la primera y segunda décadas del siglo pasado cuando cayó la exportación cacaotera y sobrevino una crisis bancaria. Para entonces, los bancos privados, íntimamente ligados a los agroexportadores de la Costa o a los hacendados de la Sierra, actuaban sin control ni regulación estatal. Su capacidad de emitir moneda sin respaldo de oro y la deuda impagable que el Estado incurrió con la banca privada, en el contexto de una creciente movilización popular y agitación política, dio lugar en 1925 a la llamada Revolución Juliana y a la proclamación de Isidro Ayora como presidente provisional, un año después.
El gobierno de Ayora tomó al saneamiento de la banca como uno de sus objetivos principales de reforma. Así, entre otras medidas, Ayora estableció al sucre como moneda oficial del Ecuador y contrató a una misión de expertos norteamericanos, dirigidos por Edwin Walter Kemmerer, para que estudiaran la situación monetaria y financiera del país. De ahí surgió la decisión de crear la Superintendencia de Bancos; decisión que vino de la mano de la creación del Banco Central, de la Contraloría General del Estado, de la Caja de Pensiones, de la Dirección General de Aduanas, y de las direcciones generales del Tesoro, Ingresos, Presupuesto, Obras Públicas. La fundación del Banco Central resulta particularmente importante pues esta institución asumió el papel de emisión de la moneda nacional, retirándose la facultad de emisión monetaria a los bancos privados.
A partir de las Reformas Julianas, el Estado ecuatoriano asumió la soberanía monetaria. Con la creación de la Superintendencia de Bancos, un siglo después del nacimiento de la República, el Estado ecuatoriano logró desatarse de la dependencia financiera que mantuvo con la banca privada, estableciendo un marco de control a su actividad en función de los intereses del país en su conjunto.
En sus primeras décadas de vida, la Superintendencia de Bancos estuvo sujeta al Ministerio de Hacienda. Recién, la Constitución Política de 1946 consagró su autonomía y la definió como un organismo técnico de control. El artículo 151 de esta Constitución le encargó vigilar las instituciones de crédito bancario, incluyendo a las compañías de seguros, de capitalización y de crédito recíproco. Se determinó que el Congreso Nacional nombre al Superintendente de Bancos por un periodo de cuatro años y que su presupuesto sea independiente del fiscal. A partir de ese marco constitucional, la institución creció significativamente en las décadas siguientes.
En los años sesenta y setenta, cuando el país experimentó una significativa expansión del sector financiero, público y privado, la Superintendencia de Bancos extendió su rango de supervisión y control a entidades como el Banco Ecuatoriano de la Vivienda y la Corporación Financiera Nacional e, igualmente, a instituciones privadas como mutualistas, sociedades financieras, casas de cambio y del mercado de divisas. Similar tendencia se produjo en los años ochenta, no obstante la crisis económica y ajuste fiscal que sacudió al país. En esos años, pasaron al control de la institución las actividades de intermediación financiera, compra y venta de cartera, tarjetas de crédito y emisión de cheques viajeros.
En 1994 se produjo un punto de inflexión en la historia económica del país con la aprobación de la Ley General de Instituciones del Sistema Financiero. Esta ley apuntó a la apertura del sector financiero y a la consolidación de nuevos servicios y operaciones bajo el concepto de banca múltiple. Sin embargo, la ley disminuyó la capacidad de supervisión y control de la Superintendencia de Bancos y abrió el camino para un debilitamiento de la cartera de la banca privada y la liberalización de las tasas de interés.
El resultado fue un incremento del ingreso de capitales acompañado de un aumento significativo de los créditos. Esta situación desató un factor de enorme vulnerabilidad en el sistema con la proliferación de los llamados créditos vinculados; créditos otorgados a grandes deudores estrechamente vinculados a ciertos bancos o compañías financieras, tratándose, en varios casos, incluso de empresas fantasmas y no identificables.
En ese contexto, a finales de los años noventa del siglo pasado el país se sumió en una profunda crisis económica marcada por la recesión, alto endeudamiento, elevado déficit fiscal y caída de los precios internacionales de petróleo. A ello se sumó, primero, el conflicto con el Perú y, posteriormente, el fenómeno de El Niño que destruyó parte de la infraestructura vial del país y causó enormes pérdidas en la producción agrícola. Esta crisis tuvo un impacto directo sobre el sector financiero con la acumulación de obligaciones vencidas provocándose, además, el retiro de dinero de los bancos privados lo que afectó seriamente su liquidez.
Una crisis financiera de dimensiones sistémicas no se hizo esperar. En agosto de 1998, el Banco de Préstamos acusó graves problemas; en noviembre del mismo año, el principal banco del país, Filanbanco, presentó serios problemas de liquidez y solvencia, poniendo en riesgo al conjunto del sistema financiero. Ante ello, el gobierno de Jamil Mahuad intervino el banco e inició un salvataje bancario. Concurrentemente, el Banco Central otorgó créditos de liquidez a otras instituciones con problemas similares. Pero la crisis había llegado demasiado lejos y nada detuvo el retiro de depósitos, situación agravada por la depreciación de sucre, la fuga de capitales al exterior y el incremento de la cartera vencida. La respuesta del Gobierno fue decretar un feriado bancario y el congelamiento de los depósitos en marzo de 1999.
Meses después se creó la Agencia de Garantía de Depósitos (AGD), entidad encargada de intervenir y estabilizar el sistema financiero. Un año después otro banco importante, el del Progreso, cerró sus puertas por falta de liquidez. Su cierre ocasionó que miles de sus clientes perdieran sus depósitos. La crisis del sistema financiero de fin de siglo llevó al cierre del 60% de la banca privada de país. El efecto negativo sobre el conjunto de la economía fue enorme: además de la recesión y desplome del PIB, se disparó la tasa de desempleo y cayó estrepitosamente el poder adquisitivo de los ciudadanos. Pero el efecto mayor fue social. Millones de ecuatorianos perdieron sus ahorros y estalló una ola migratoria, como nunca antes en la historia nacional. Y colapsó la moneda nacional: el sucre. El 9 de enero de 2000, el gobierno de Jamil Mahuad optó por la dolarización.
Esta decisión implicó cambios trascendentes en la política monetaria del Ecuador, cerrando el ciclo iniciado por las reformas julianas que dieron nacimiento al Banco Central y a la Superintendencia de Bancos. Con ello, el Ecuador renunció a la soberanía monetaria y el Banco Central perdió su papel de emisor de la moneda nacional y de prestamista de última instancia.
El 13 de marzo de 2000, se aprobó la Ley para la Transformación Económica con la que se confirmó el nuevo esquema monetario, ratificándose la libre circulación del dólar en el territorio nacional. Al mismo tiempo, la Superintendencia de Bancos adoptó medidas para ejecutar la dolarización contable de la banca y corregir las distorsiones ocasionadas por el Ley de Instituciones Financieras. Desde el 2001, se aprobaron normas de patrimonio técnico siguiendo los estándares de Basilea; se establecieron estándares para el control de mercado y liquidez; se implementó el Catálogo Único de Cuentas; y se fijaron normas de transparencia para la calificación de riesgo de las entidades controladas. La crisis financiera de fines de siglo y la dolarización cambiaron el país.
Durante el gobierno del expresidente Rafael Correa, la institucionalidad del Estado ecuatoriano vivió transformaciones normativas e institucionales, sobre todo a partir de la promulgación de una nueva Constitución, que entró en vigencia en octubre de 2008. En lo que concierne al ámbito de la supervisión y el control, esta carta constitucional, en su artículo 213, fijó el carácter de las superintendencias como organismos técnicos de vigilancia, auditoría, intervención y control de las actividades económicas, sociales, ambientales y de los servicios que prestan entidades públicas y privadas.
Así mismo, las superintendencias, incluida la de Bancos, pasaron a formar parte de una nueva función del Estado creada para el efecto: La Función de Transparencia y Control Social. Entre los cambios, también destaca la modalidad de designación de sus autoridades, antes nombradas por el Congreso Nacional. En el caso de los superintendentes, estos pasaron a ser designados por el Consejo de Participación Ciudadana y Control Social de una terna presentada por el presidente de la República, con base en criterios de especialidad y méritos, y sujeta a escrutinio público e impugnación. En el campo específico de las actividades financieras, el artículo constitucional 308, proclamó que estas son un servicio público, teniendo la finalidad de preservar los depósitos y atender los requerimientos de financiamiento para el desarrollo del país.
Se precisó, además, que las entidades del sector financiero intermediarán de forma eficiente los recursos del público en función de fortalecer la inversión productiva nacional y el consumo social y ambientalmente responsable. El mismo artículo señala que el Estado fomentará el acceso a los servicios financieros y la democratización del crédito. En su párrafo final, se determina que la solvencia de las entidades bancarias no comprometerá garantía alguna del Estado, prohibiendo expresamente el congelamiento o retención arbitraria o generalizada de los fondos o depósitos en las entidades financieras públicas o privadas.
A renglón seguido, el artículo constitucional 309 determina que el sistema financiero nacional está integrado por los sectores público, privado y popular y solidario. Se anota que cada uno de ellos se regirá por normas e instituciones de control específicas para preservar su seguridad, estabilidad, transparencia y solidez. Las instituciones de control serán autónomas, siendo sus directivos responsables administrativa, civil y penalmente por sus decisiones. No obstante las normas constitucionales nombradas que, sin duda, garantizan su autonomía institucional, en la última década, la Superintendencia de Bancos ha sufrido recortes a sus responsabilidades y potestades supervisoras y controladoras.
En 2013, a raíz de la aprobación de la Ley Orgánica de Economía Popular y Solidaria, las cooperativas de ahorro y crédito pasaron al ámbito de regulación y control de la recientemente creada Superintendencia de Economía Popular y Solidaria. Así mismo, en 2015, se retiró de la Superintendencia de Bancos, hasta entonces de Bancos y Seguros, la supervisión de las compañías de seguros y reaseguros, que pasaron al ámbito de control de la Superintendencia de Compañías, Valores y Seguros.
El 12 de septiembre de 2014 entró en vigencia el Código Orgánico Monetario y Financiero. El código, en su artículo 13, introdujo la figura de la Junta de Política y Regulación Monetaria y Financiera, en reemplazo de la anterior Junta Bancaria, que la presidía el Superintendente de Bancos
En lo específico, el Código Orgánico Monetario y Financiero, artículo 59, determina que la Superintendencia de Bancos es un organismo técnico de derecho público, con personería jurídica propia. Ratificando el principio constitucional, el código reconoce que la institución goza de autonomía administrativa, financiera, presupuestaria y organizativa. En su ámbito de supervisión se incluyen a las entidades del actual sector financiero, privado y público, así como al sistema de seguridad social.
El 30 de abril de 2019, la Asamblea Nacional posesionó a Ruth Arregui Solano como Superintendente de Bancos por un período de cinco años. La actual superintendente elaboró un “Plan Estratégico 2019-2024” que se trata de un documento que contiene un diagnóstico institucional: FODA, desde el que se detectaron fortalezas y debilidades; oportunidades y amenazas de la institución. Este documento es un instrumento válido en términos de su diagnóstico y proyección estratégica hacia el año 2024.
En este contexto, en  julio de 2019, el Departamento del Tesoro Americano, realizó una evaluación a la institución y se determinó oportunidades de colaboración para el Fortalecimiento de la Supervisión Basada en Riesgos, con este antecedente y gracias a una gestión de seguimiento eficiente por parte de la SB.
En abril de 2020 se suscribió un convenio de asistencia técnica con el Departamento del Tesoro de Estados Unidos, a través de su Oficina de Asistencia Técnica: OTA.
Entre otros es de destacar el trabajo desarrollado junto a organismos como el Toronto Centre, líder mundial en supervisión financiera, lo que ha permitido que los supervisores bancarios ecuatorianos reciban la asistencia técnica de representantes de la prestigiosa entidad canadiense.
Una de las metas alcanzadas por la institución ha sido el proceso de implementación de un sistema de Gestión Antisoborno.-Certificación ISO 37001– una medida preventiva que permitirá controlar y mitigar riesgos y actos de corrupción.
Cerca de cumplir un siglo de vida, la situación de la Superintendencia de Bancos presenta un cuadro muy sólido de fortalezas y oportunidades. En la actualidad, la importancia estratégica de la Superintendencia de Bancos para el futuro del Ecuador persigue la implementación de un modelo de supervisión basado en riegos y la búsqueda permanente por promover la inclusión financiera en el Ecuador.
La Constitución del 2008 determinó que las superintendencias forman parte de la Función de Transparencia y Control Social.